# Guainville
Guainville é uma comuna francesa na região administrativa do Centro, no departamento Eure-et-Loir. Estende-se por uma área de 14,23 km². Em 2010 a comuna tinha 668 habitantes (densidade: 46,9 hab./km²).